# Béatrice Gafner
Pour les articles homonymes, voir Gafner.
Béatrice Gafner, née le 19 novembre 1964 à Beatenberg, est une skieuse alpine suisse.

## Coupe du monde
- Meilleur résultat au classement général : 29e en 1988
  - 2 victoires : 2 descentes

### Saison par saison
- Coupe du monde 1987 :
  - Classement général : 33e
    - 1 victoire en descente : Mellau
- Coupe du monde 1988 :
  - Classement général : 29e
    - 1 victoire en descente : Bad Gastein
- Coupe du monde 1989 :
  - Classement général : 32e